# 福岡県道25号門司行橋線
福岡県道25号門司行橋線（ふくおかけんどう25ごう もじゆくはしせん）は、福岡県北九州市門司区から築上郡築上町に至る県道（主要地方道）である。

## 概要
北九州市門司区栄町から築上郡築上町大字弓の師に至る。
北九州市門司区からほぼ周防灘沿いに北九州市小倉南区・京都郡苅田町を経て行橋市の先の築上郡築上町の間を結ぶ道路である。北九州市門司区から北九州市小倉南区の区間は両地域を最短ルートで結ぶ道路であり、この区間は片側2車線での整備が完了している。新門司地区を貫いていることもあって大型車を中心に交通量は多い。北九州市小倉南区の国道10号バイパス朽網交差点から京都郡苅田町の区間は片側2 - 3車線での整備が行われ、2006年（平成18年）3月の北九州空港の開港にあわせて未開通区間が開通した。京都郡苅田町の区間は工業地帯で大型車の通行も非常に多い。
京都郡苅田町大字与原（白石神社入口交差点）で国道10号（二先山交差点）に接続するルートと海岸沿いを終点に向かうルートに分かれる。海岸ルートはここより片側1車線になり、右左折を何度も繰り返しながら、海岸線に忠実に進む。
行橋市大字今井（行橋総合公園そば）から自動車同士のすれ違いが困難になり、行橋市沓尾地区は車での通過が極めて困難な狭隘路になる。
行橋市大字長井より再び片側1車線となり、終点は行橋市との境界付近の築上郡築上町の音無橋交差点で国道10号と交わる。

### 路線データ
- 起点：福岡県北九州市門司区栄町（桟橋通り交差点、国道3号交点、国道198号終点）
- 終点：福岡県築上郡築上町大字弓の師（音無橋交差点、国道10号交点）

## 歴史
- 1993年（平成5年）5月11日 - 建設省から、県道門司苅田線・県道与原松原線が門司行橋線として主要地方道に指定される[1]。
- 2025年（令和7年）1月31日 - 福岡県告示第63号により、行橋市大字沓尾 - 行橋市大字長井の狭隘区間の経路が県道指定から解除され、旧道と現道を接続する区間を追加指定[2]。

## 路線状況

### 通称
- 北九州カニ・カキロード[3]

### 重複区間
- 福岡県道262号柄杓田大里線（北九州市門司区大字柄杓田・柄杓田交差点 - 北九州市門司区大字伊川・伊川交差点）
- 福岡県道71号新門司港大里線（旧道、北九州市門司区大字畑・今津入口交差点 - 北九州市門司区吉志1丁目・吉志1丁目交差点）
- 福岡県道246号沓尾大橋線（行橋市大字沓尾 - 行橋市大字元永）
- 福岡県道244号稲童新田原停車場線（行橋市大字稲童 地内）

### 道路施設

#### 橋梁
- 新手川橋（新手川、北九州市小倉南区）
- 栄橋（竹馬川、北九州市小倉南区）
- 唐戸尻橋（北九州市小倉南区）
- 神田橋（貫川、北九州市小倉南区）
- 新浜橋（近衛川、京都郡苅田町）
- 長狭川大橋（長狭川、京都郡苅田町 - 行橋市）
- 第二新開橋（行橋市）
- 今井大橋（今川、行橋市）
- 江尻川大橋（江尻川、行橋市）
- 沓尾橋（祓川、行橋市）
- 長野間橋（長野川、行橋市）
- 松原橋（音無川、行橋市）

#### トンネル
- 桜隧道：延長426 m、1954年（昭和29年）竣工、北九州市門司区
- 新桜トンネル：延長453 m、2001年（平成13年）竣工、北九州市門司区
- 椿トンネル：延長383 m、1997年（平成9年）竣工、北九州市門司区
- 新椿トンネル：延長385 m、1998年（平成10年）竣工、北九州市門司区
- 石塚隧道：延長185 m、1938年（昭和13年）竣工、北九州市門司区
- 新石塚トンネル：延長251 m、1998年（平成10年）竣工、北九州市門司区
- 松ヶ江トンネル：延長200 m、1977年（昭和52年）竣工、北九州市門司区
- 金比羅トンネル：延長116 m、1985年（昭和60年）竣工、北九州市門司区

## 地理

### 通過する自治体
- 北九州市（門司区 - 小倉南区）
- 京都郡苅田町
- 行橋市
- 築上郡築上町

### 交差する道路
| 交差する道路                                          | 市町村名 | 市町村名 | 交差する場所          | 交差する場所                  |
| ----------------------------------------------------- | -------- | -------- | --------------------- | ----------------------------- |
| 国道3号 国道10号 重複 国道198号                       | 北九州市 | 門司区   | 栄町                  | 桟橋通り交差点 / 起点         |
| 福岡県道223号田ノ浦港線                               | 北九州市 | 門司区   | 長谷1丁目             | 長谷口交差点                  |
| 北九州高速4号線                                       | 北九州市 | 門司区   | 春日町                | 401 春日出入口                |
| 福岡県道72号黒川白野江東本町線                        | 北九州市 | 門司区   | 黒川西1丁目           | 黒川交差点                    |
| 福岡県道262号柄杓田大里線 重複区間起点                | 北九州市 | 門司区   | 大字柄杓田            | 柄杓田交差点                  |
| 福岡県道262号柄杓田大里線 重複区間終点                | 北九州市 | 門司区   | 大字伊川              | 伊川交差点                    |
| 福岡県道25号門司行橋線 / 旧道                         | 北九州市 | 門司区   | 大字畑                |                               |
| 福岡県道71号新門司港大里線                            | 北九州市 | 門司区   | 大字畑                | 畑交差点                      |
| 福岡県道25号門司行橋線 / 旧道                         | 北九州市 | 門司区   | 大字吉志              | 吉志交差点                    |
| 北九州市主要地方道徳力葛原線                          | 北九州市 | 小倉南区 | 葛原東4丁目           | 寺迫口交差点                  |
| 福岡県道51号曽根鞘ヶ谷線                              | 北九州市 | 小倉南区 | 下曽根1丁目           | 下曽根一丁目交差点            |
| 福岡県道254号須磨園南原曽根線                         | 北九州市 | 小倉南区 | 下曽根4丁目           | 曽根出張所交差点              |
| 国道10号                                              | 北九州市 | 小倉南区 | 朽網（くさみ）西1丁目 | バイパス朽網交差点            |
| 北九州市主要地方道恒見朽網線                          | 北九州市 | 小倉南区 | 大字朽網              | 朽網北交差点                  |
| 福岡県道245号新北九州空港線                           | 京都郡   | 苅田町   | 大字苅田              | 空港・IC入口交差点            |
| 福岡県道39号苅田港線                                  | 京都郡   | 苅田町   | 磯浜町1丁目           | 苅田港本港入口交差点          |
| 福岡県道25号門司行橋線 / 別線                         | 京都郡   | 苅田町   | 大字与原              | 白石神社入口交差点            |
| 福岡県道246号沓尾大橋線 重複区間起点                  | 行橋市   | 行橋市   | 大字沓尾              |                               |
| 福岡県道246号沓尾大橋線 重複区間終点                  | 行橋市   | 行橋市   | 大字元永              |                               |
| 福岡県道244号稲童新田原停車場線 重複区間起点          | 行橋市   | 行橋市   | 大字稲童              |                               |
| 福岡県道244号稲童新田原停車場線 重複区間終点          | 行橋市   | 行橋市   | 大字稲童              |                               |
| 国道10号                                              | 築上郡   | 築上町   | 大字弓の師            | 音無橋交差点 / 終点           |
| 旧道（北九州市門司区大字畑 - 北九州市門司区大字吉志） |          |          |                       |                               |
| 福岡県道25号門司行橋線 / 現道                         | 北九州市 | 門司区   | 大字畑                | 旧道起点                      |
| 福岡県道71号新門司港大里線 重複区間起点               | 北九州市 | 門司区   | 大字畑                | 今津入口交差点                |
| 福岡県道71号新門司港大里線 重複区間終点               | 北九州市 | 門司区   | 吉志1丁目             | 吉志1丁目交差点               |
| 福岡県道294号井ノ浦港線                               | 北九州市 | 門司区   | 吉志2丁目             |                               |
| 福岡県道25号門司行橋線 / 現道                         | 北九州市 | 門司区   | 大字吉志              | 旧道終点                      |
| 別線（京都郡苅田町大字与原 - 京都郡苅田町大字二崎）   |          |          |                       |                               |
| 福岡県道25号門司行橋線 / 現道                         | 京都郡   | 苅田町   | 大字与原              | 白石神社入口交差点 / 別線起点 |
| 国道10号                                              | 京都郡   | 苅田町   | 大字二崎              | 二先山交差点                  |
| 国道201号                                             | 京都郡   | 苅田町   | 大字二崎              | 小波瀬交差点 / 別線終点       |

### 交差する鉄道
- 山陽新幹線

### 沿線
- 北九州市立門司海青小学校（北九州市門司区）
- 北九州市立門司中学校（北九州市門司区）
- 北九州市立東郷中学校（北九州市門司区）
- E2A 関門橋・E3 九州自動車道 1 門司IC（北九州市門司区[注釈 1]）
- E3 九州自動車道 1-1 新門司IC（北九州市門司区[注釈 2]）
- 桜峠（北九州市門司区）
- 新門司（北九州市門司区）
- 北九州市立松ヶ江北小学校（北九州市門司区）
- 北九州市立松ヶ江中学校（北九州市門司区）
- 北九州市立松ヶ江南小学校（北九州市門司区）
- 北九州市立沼小学校（北九州市小倉南区）
- JR九州日豊本線 下曽根駅（北九州市小倉南区）
- 北九州空港（北九州市小倉南区・京都郡苅田町）
- 東九州自動車道 1 苅田北九州空港IC（京都郡苅田町[注釈 3]）
- 日産自動車九州（京都郡苅田町）
- 蓑島（行橋市）
- 長井浜（行橋市）
- 航空自衛隊築城基地（行橋市・築上郡築上町）